# Signum legionum
Het signum legionum was het veldteken van een legioen en werd gedragen door de signifer (cf. vaandeldrager). Het verlies van het signum legionum was een schande voor het hele legioen.
Men kon aan de hand van het signum legionum de verdiensten van een legioen aflezen. Allerlei decoraties, Phalerae genoemd, werden aangebracht op het signum als beloning voor de verdiensten van de centuria waaraan het signum toebehoorde. Elke eerste cohors van een centuria droeg een signum legionum mee en bestond dan ook uit de dapperste legionairs. Het signum had tevens een sacrale waarde voor de centuria. Het verlies ervan betekende dan ook onheil voor de hele centuria totdat het werd terugveroverd op de vijand.
De open hand die vaak bovenaan het signum werd aangebracht, stond voor de eed van loyaliteit die de legionairs zwoeren aan de centurio. Omdat de signifer een veel gevaarlijker positie had dan de andere legionairs verdiende hij bovendien het dubbele van het gewone loon. Hij mocht het signum legionum immers niet laten zakken en moest het tot de laatste snik verdedigen.

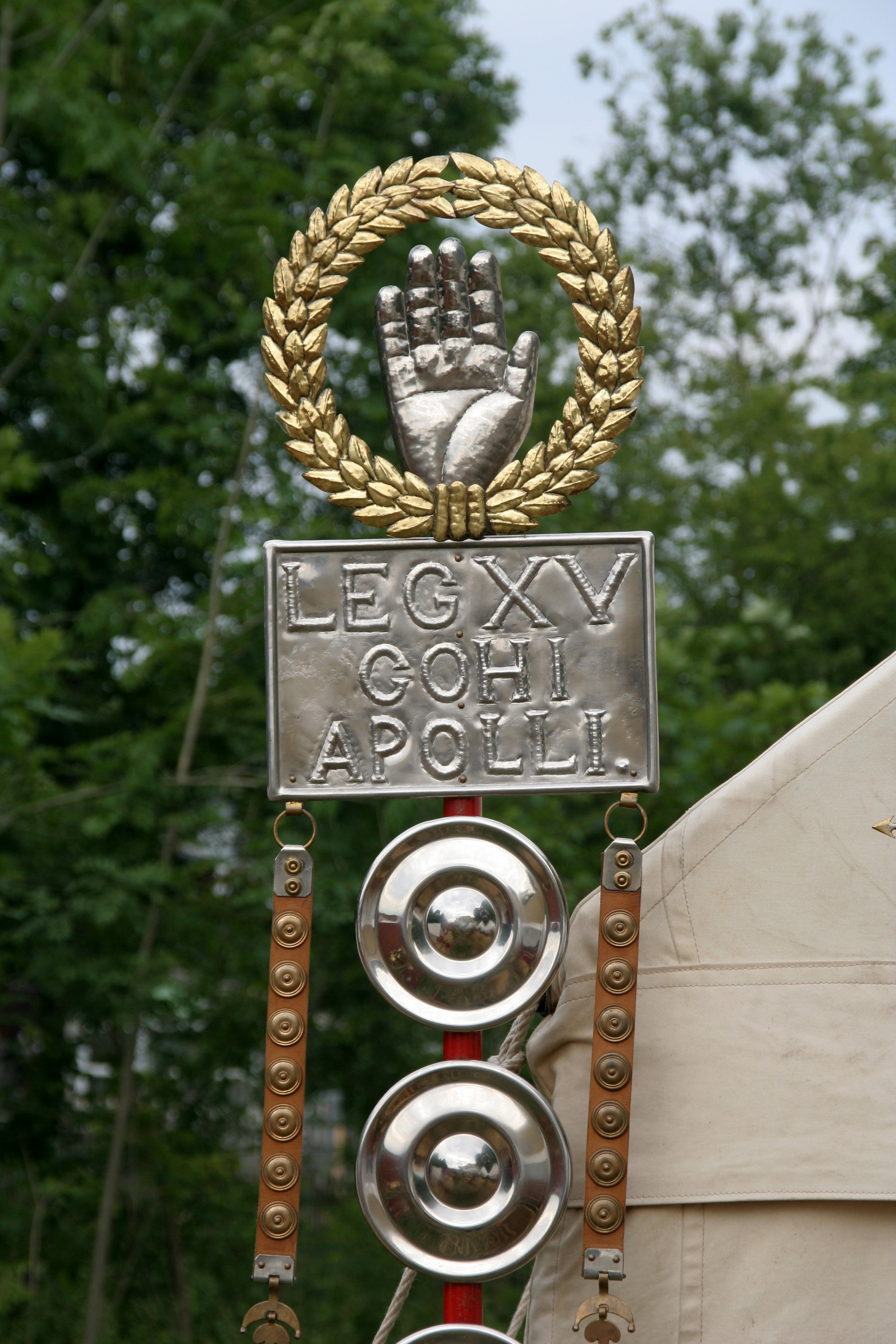
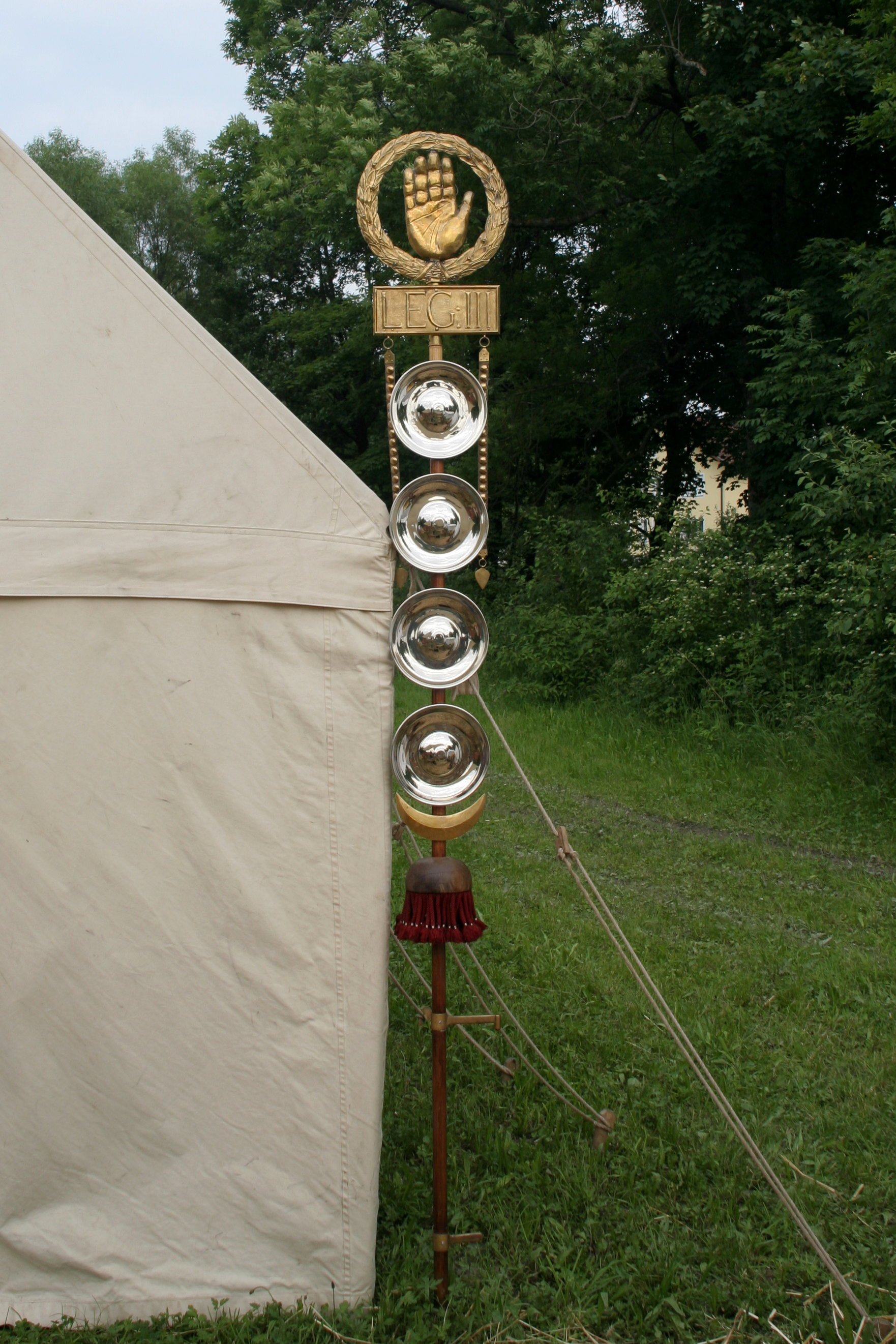
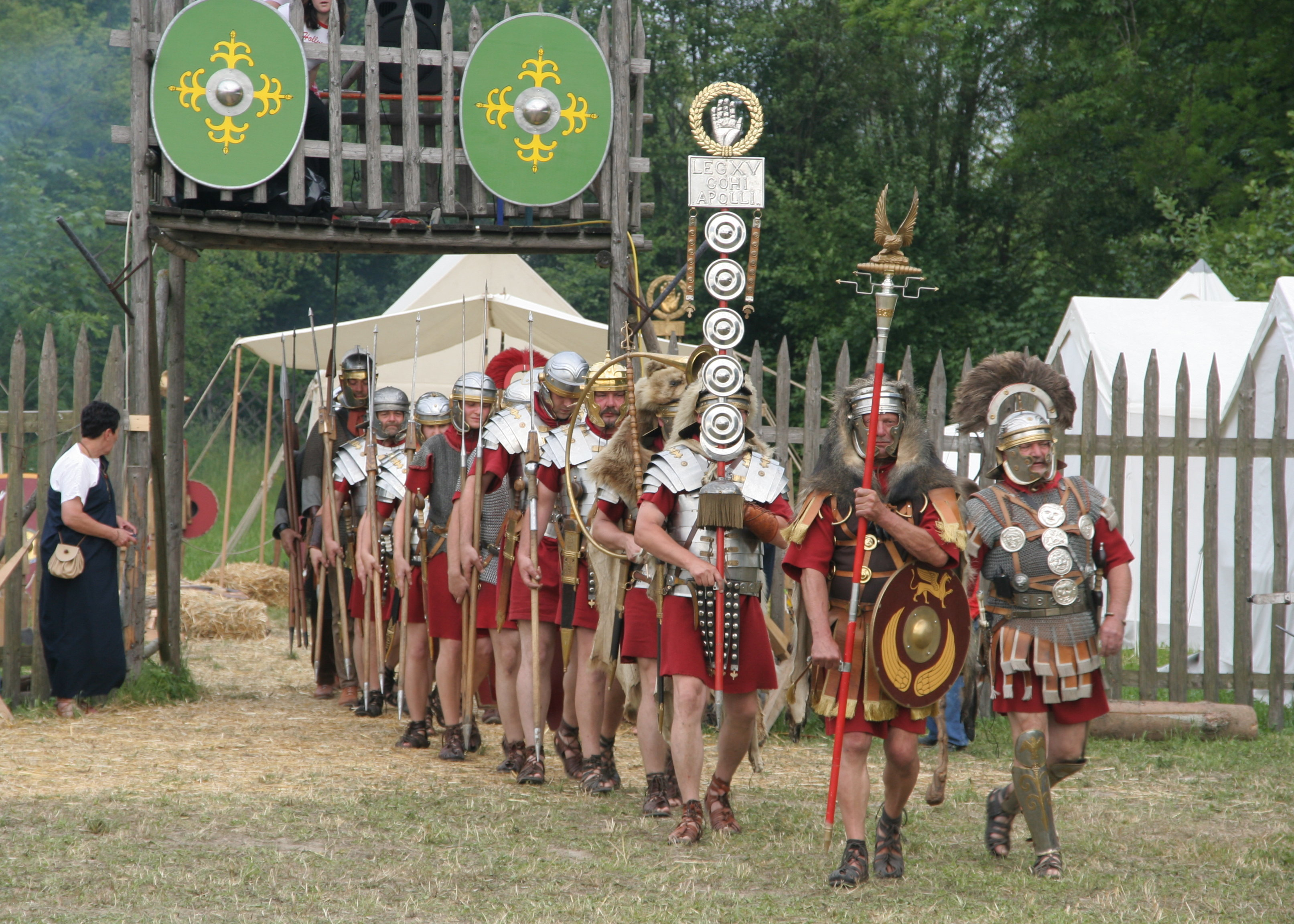
Het signum legionum in de strijd
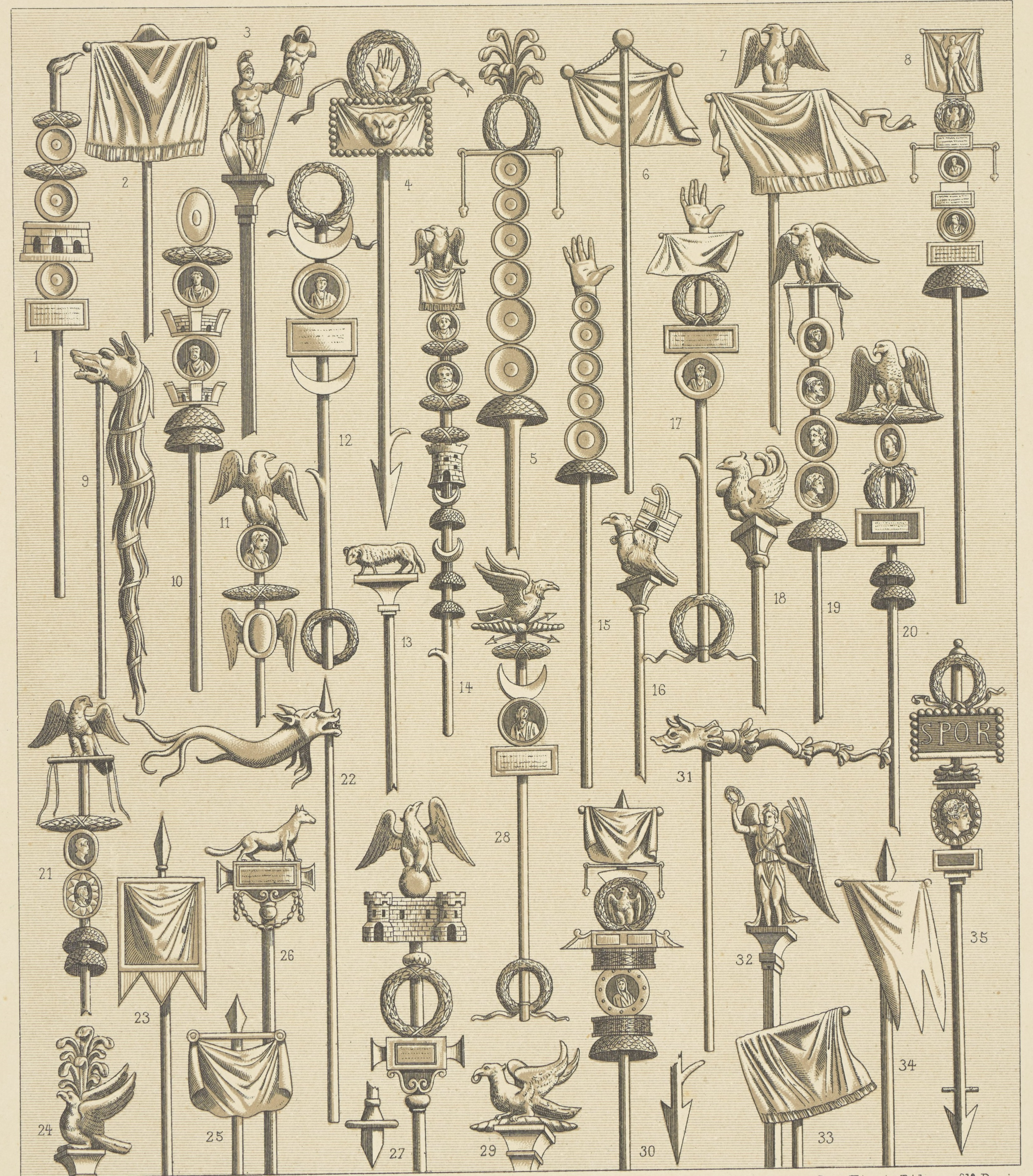